# Gunungsitoli
Gunungsitoli (ou Gunung Sitoli) est le chef-lieu du département (Kabupaten) de Nias (l'un des deux départements de l'île de Nias), dans la province de Sumatra du Nord en Indonésie. L'île de Nias est située dans l'océan Indien, à l'ouest de la côte ouest de Sumatra.
Le 28 mars 2005, un séisme, suivi d'un tsunami détruisit de nombreux quartiers de la ville et fit de nombreux morts et blessés.

## Administration
La ville est divisée en six "kecamatan" (districts):
| Name                                    | Population Recensement 2010 |
| --------------------------------------- | --------------------------- |
| Gunungsitoli Idanoi                     | 21,482                      |
| Gunungsitoli Selatan (Gunungsitoli Sud) | 13,739                      |
| Gunungsitoli Barat (Gunungsitoli Ouest) | 7,436                       |
| Gunungsitoli                            | 60,625                      |
| Gunungsitoli Alo Oa                     | 6,708                       |
| Gunungsitoli Utara (Gunungsitoli Nord)  | 16,212                      |